# Buckland Monachorum
Buckland Monachorum è un villaggio e parrocchia civile dell'Inghilterra, appartenente alla contea del Devon.

## Storia
Viene citato nel Domesday Book, risalente all'anno 1086, con il nome di Bocheland.